# Glaciar Vinciguerra y turberas asociadas

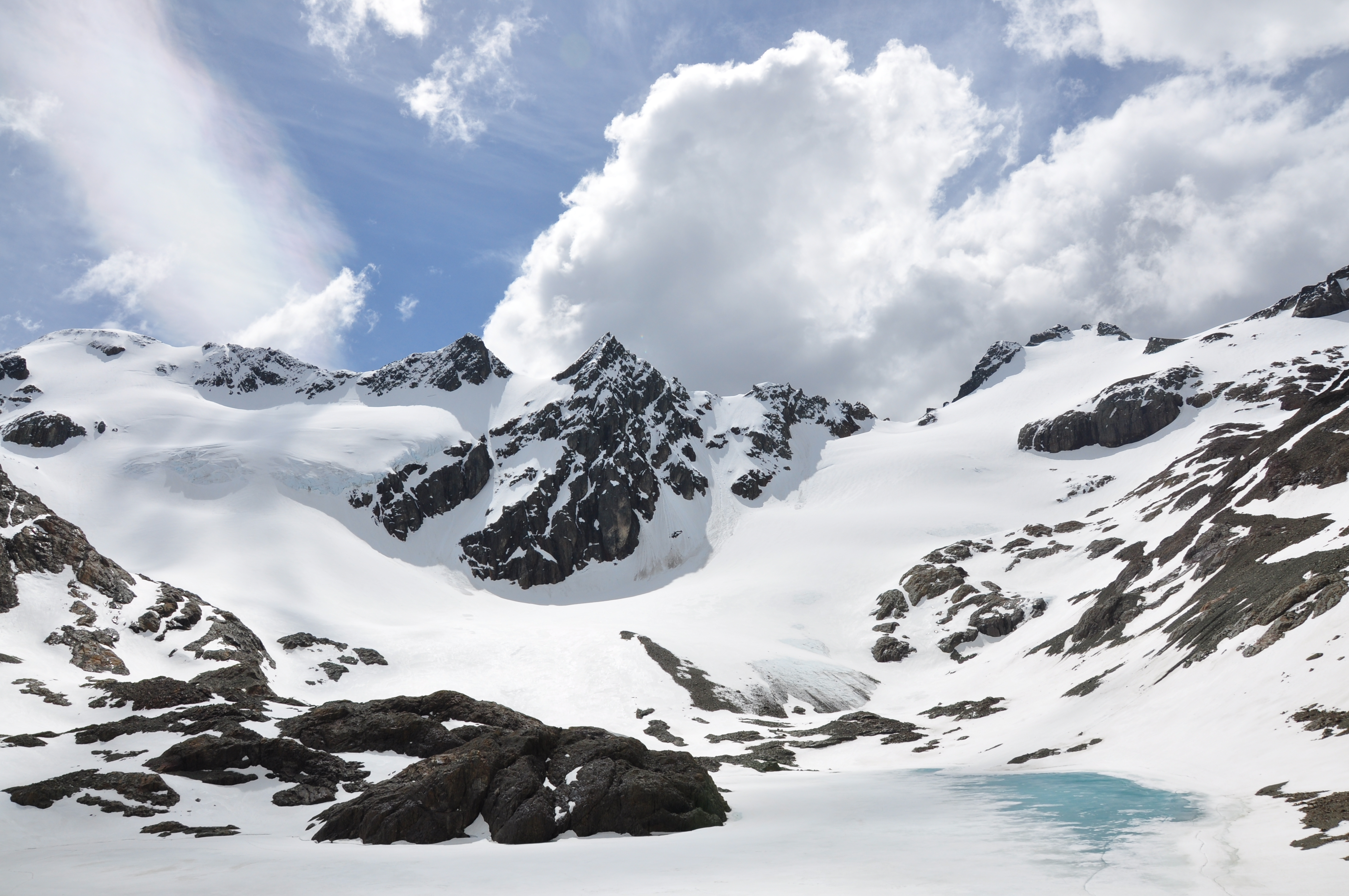
Glaciar Vinciguerra y laguna de los Témpanos

Glaciar Vinciguerra y turberas asociadas es el sitio Ramsar más austral del mundo (al 2011), ubicado en el departamento Ushuaia de la provincia de Tierra del Fuego, Argentina. Fue designado el 16 de septiembre de 2009 con el número 1886 y en Argentina es el sitio n.º 19.

## Características
El sitio tiene una superficie de 2760 ha. Hay dos grupos principales de humedales: el glaciar, con lagunas vinculadas, glaciares de roca, bancos de nivación semipermanentes, ambientes de permafrost y humedales de altura; y las turberas del valle de Andorra que incluyen turbales de Sphagnum y de ciperáceas y ambientes de bosque anegado sobre turba. 
El glaciar Vinciguerra es el más importante de la provincia de Tierra del Fuego por su extensión (72 ha) y sus cualidades paisajísticas. El agua de fusión del glaciar y de los ambientes níveos relacionados desemboca en la laguna de los Témpanos, que en el verano presenta variaciones de hasta 30 cm entre la mañana y la tarde, con caudales máximos de deshielo de 1 m³/s; en la época invernal la laguna se congela totalmente y el escurrimiento es de 0,020 m³/s.

## Fitogeografía
- Desierto altoandino: se desarrolla sobre los 700 m de altura; la flora está constituida por líquenes.
- Tundra andina: entre los 700 m y 550 m, con vegetación rala y resistente.
- Bosque subantártico de nothofagus: hasta los 550 m, donde predomina la lenga, el ñire y el guindo o coihue de Magallanes.[2]

Hay una especie amenazada, endémica de Argentina, el musgo Skottsbergia paradoxa, incluido en la lista roja de IUCN.

## Fauna
-Aves: las aves más frecuentes son el churrete acanelado, la dormilona tontita, las becasinas, la perdicita cordillerana austral, el   churrín magallánico, el cordillerano austral o yal andino, el cauquén y el cóndor.
-Mamíferos: ratón de cola larga, ratón de hocico bayo, castores (especie introducida), zorros colorados, guanacos.

## Amenazas
La cría de caballos, que se alimentan de brotes de nothofagus, la tala de árboles para uso doméstico, el crecimiento urbano de la ciudad de Ushuaia y, en menor medida, la extracción de turba.
Sobre el glaciar se desarrollan estudios glaciológicos desde el año 2003 ya que se encuentra en un proceso de notable retroceso debido al cambio climático. 